# S-Bahn di Salisburgo
La S-Bahn di Salisburgo (in tedesco S-Bahn Salzburg) è un sistema di trasporto ferroviario suburbano attivo nella regione del Salisburghese, esteso anche al Berchtesgadener Land ed alla città di Traunstein.

## Rete
Le cinque linee in esercizio sono gestite dalle ferrovie austriache (ÖBB), dalla Salzburger Lokalbahn (SLB) e dalla Berchtesgadener Land Bahn (BLB).
| S 1  | Salzburg Hbf–Bürmoos–Lamprechtshausen                          | SLB |
| S 11 | Salzburg Hbf–Bürmoos–Ostermiething                             | SLB |
| S 2  | Salzburg Hbf–Straßwalchen (–Attnang-Puchheim)                  | ÖBB |
| S 3  | Berchtesgaden–Freilassing–Salzburg Hbf–Hallein–Golling-Abtenau | ÖBB |
| S 4  | Freilassing–Bad Reichenhall–Berchtesgaden                      | BLB |

## Galleria d'immagini

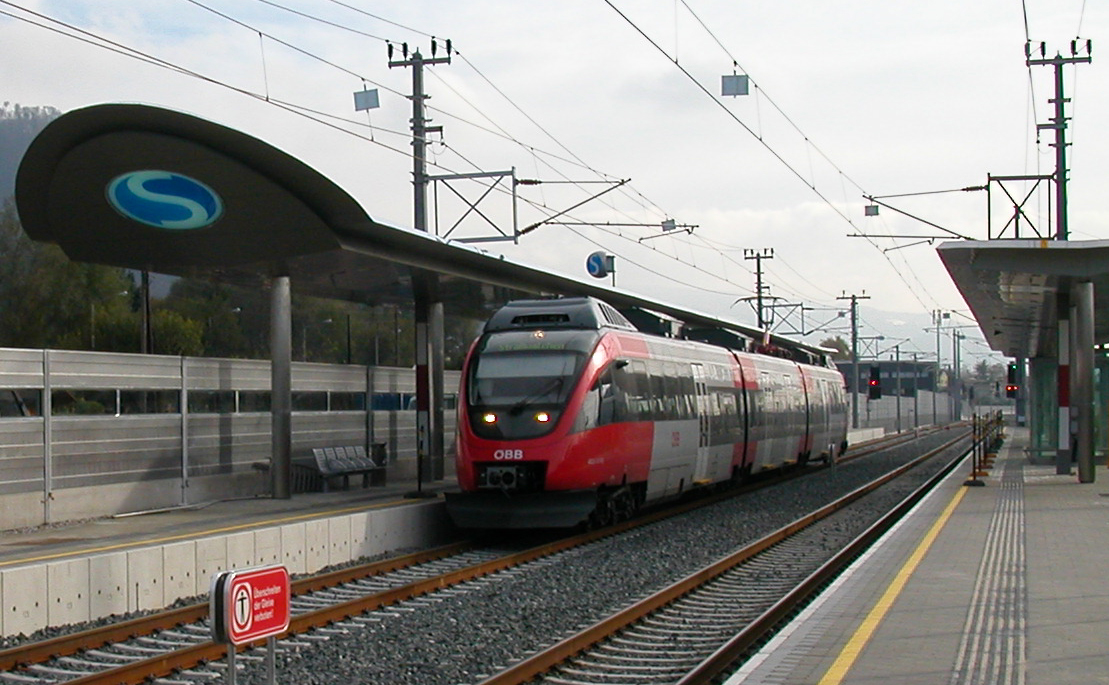
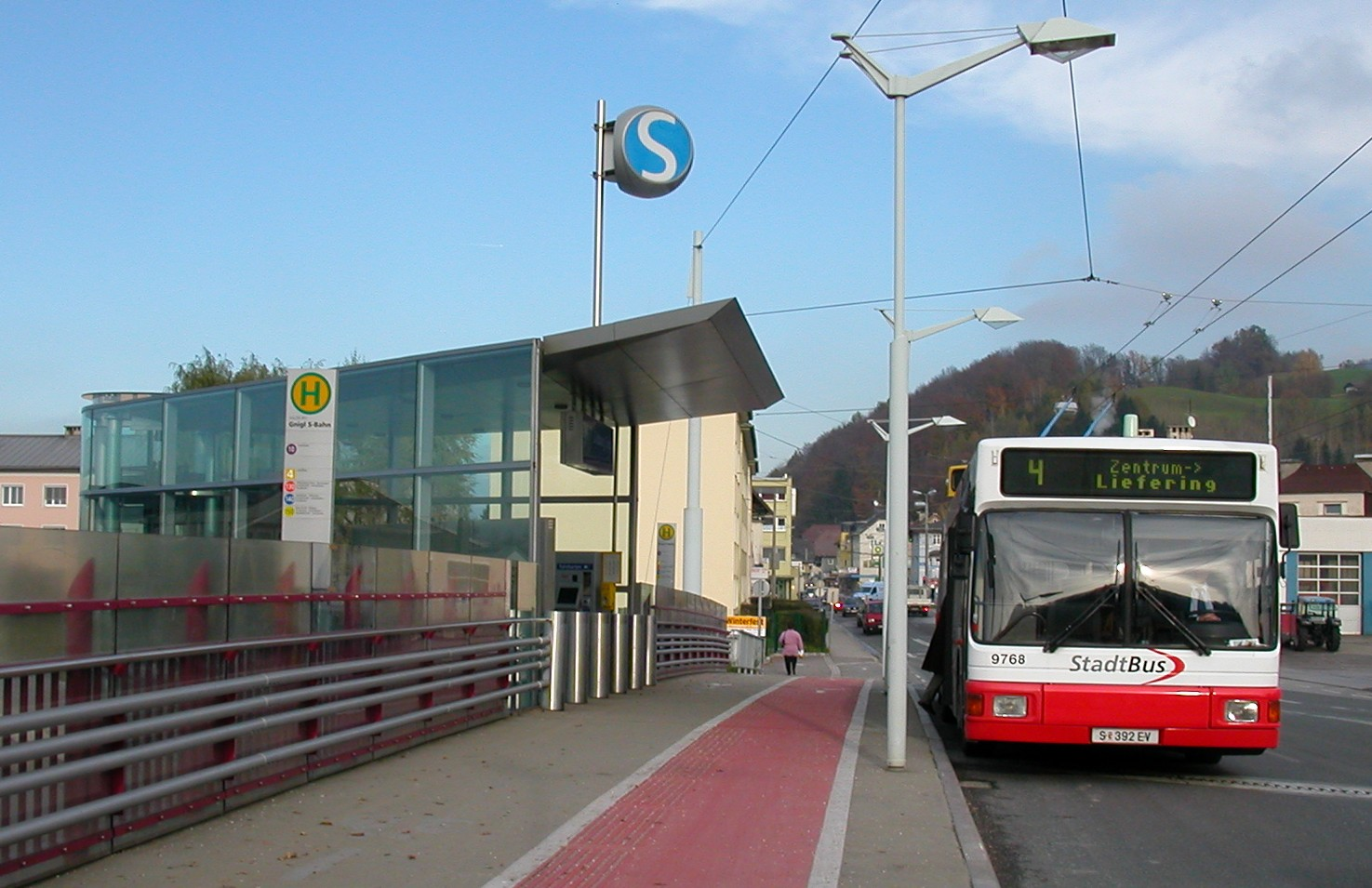
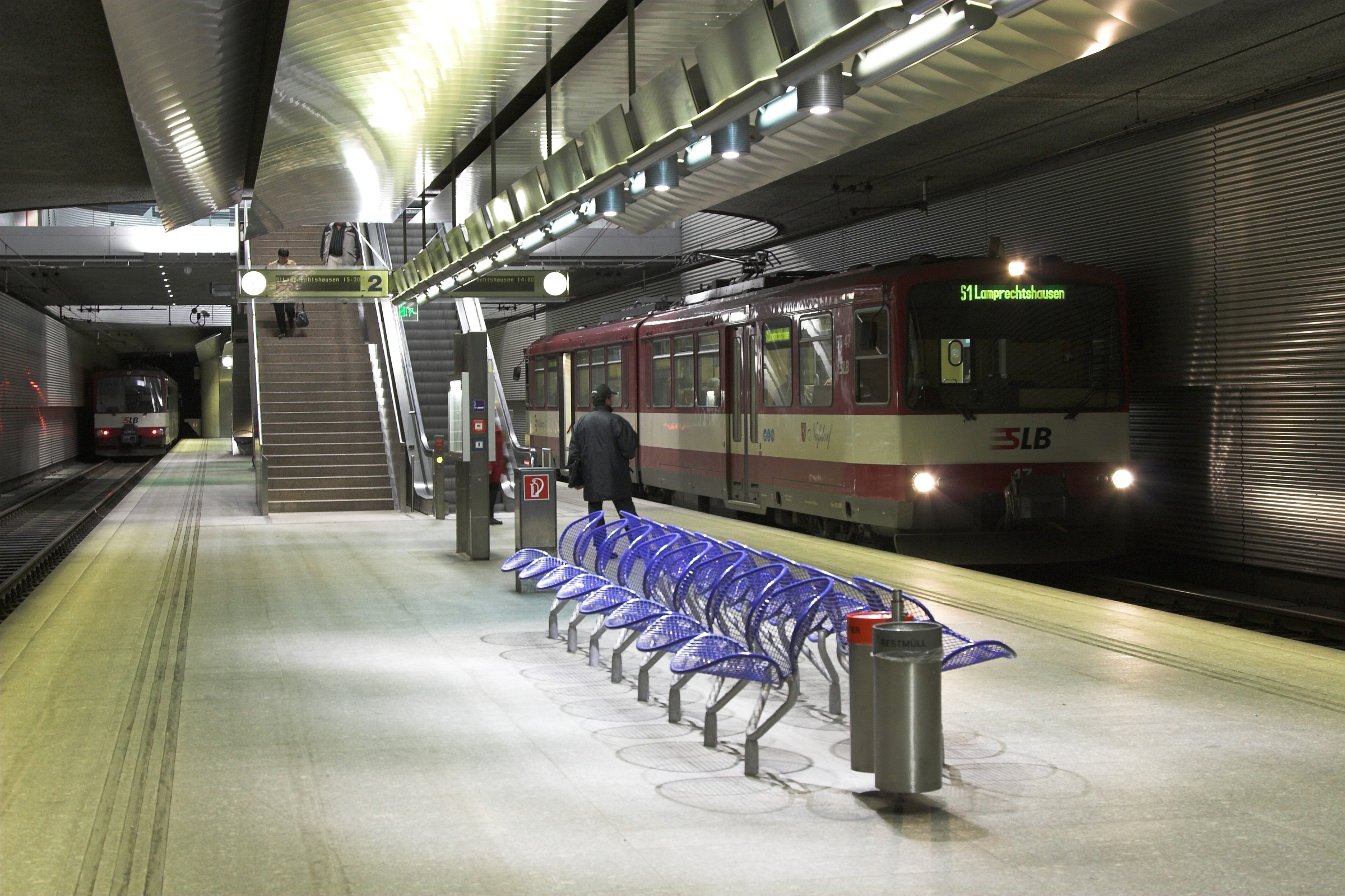
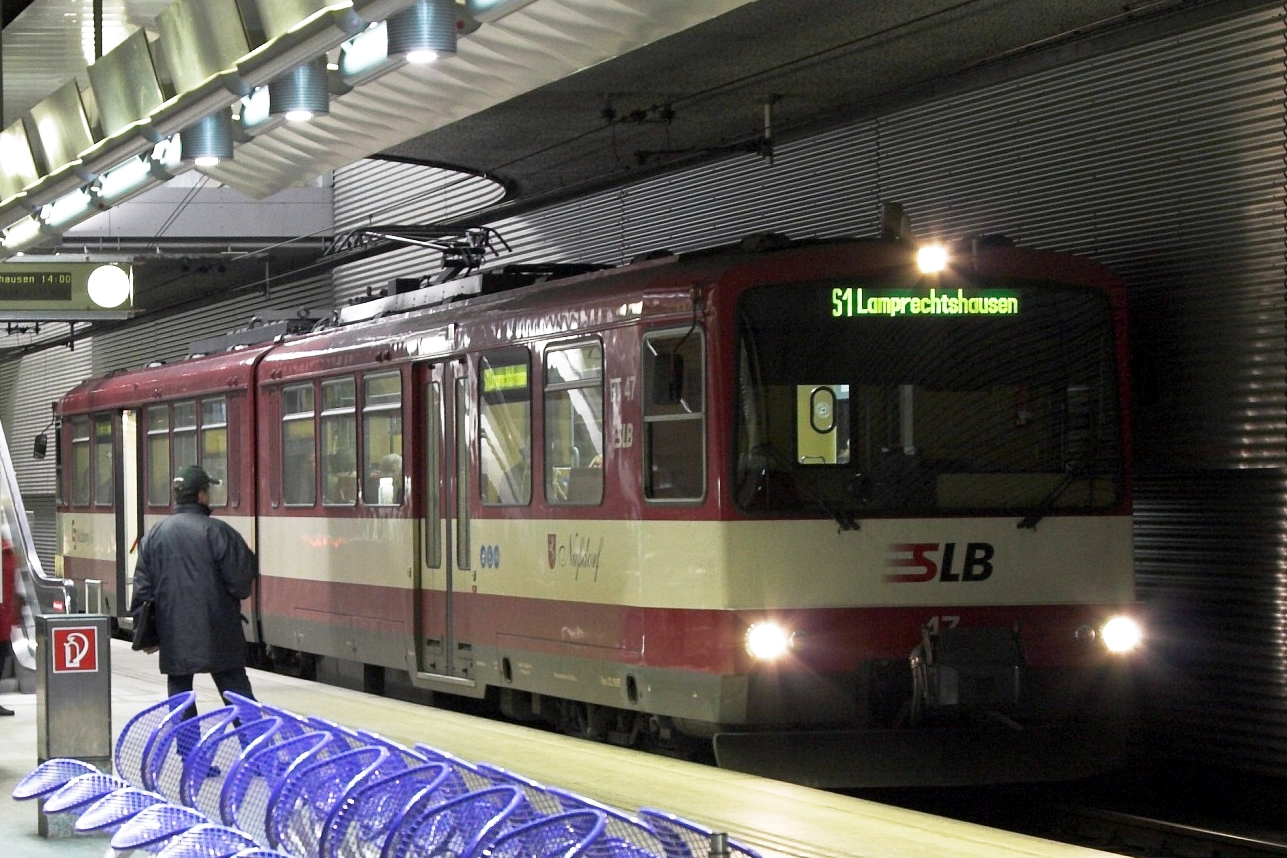